# Ninigi-no-Mikoto
Ninigi no Mikoto (瓊瓊杵尊) ayant entre autres noms Sume-mi-ma-no-Mikoto (traduisible par le « Sublime Petit Fils ») et Ame-nigishi-kuni-nigishi-amatsuhiko-hiko-ho-no-ninigi-no-Mikoto. 
Dans la mythologie japonaise, le prince Ninigi est le petit-fils d'Amaterasu, qui l'envoya sur la terre pour y planter du riz et gouverner le monde (cet événement est appelé tenson kōrin). 
Amaterasu lui offrit trois trésors :
- le magatama de Yasakani (八尺瓊曲玉, Yasakani no magatama?), désormais situé au palais impérial ;
- le miroir de Yata (八咫鏡, Yata no kagami?), désormais conservé au sanctuaire d'Ise ;
- l'épée de Kusanagi (草薙剣, Kusanagi no tsurugi?) désormais conservée au sanctuaire d'Atsuta, à Nagoya.

Les deux premiers artefacts servirent à attirer Amaterasu hors de la grotte Amano-Iwato (天岩戸), l'épée sacrée fut trouvée par Susanoo dans l'une des queues du dragon octocéphale Yamata-no-Orochi.
Saruta-hiko, puissant dieu guerrier parmi les Kunitsukami (déités terrestres), tenta de s'opposer à son arrivée, mais Ame no Uzume le calma et le convainc de partager son royaume ; ils se marièrent par la suite. Ninigi et sa compagne Ko-no-Hana vinrent alors à Himuka (日向), où Ninigi construisit son palais. Ils eurent trois fils : l'aîné Hoderi (火照の命), le cadet Hosuseri (火須勢理の命) et le benjamin Hoori (火遠理の命). Cependant, leur mariage ne dura pas : Ninigi était jaloux et suspicieux. De désespoir, Ko-no-hana mit le feu à leur hutte et mourut dans les flammes, ce faisant elle effectua également un rituel prouvant la légitimité de ses enfants. On remarque la récurrence du kanji 火 « feu » — peut-être à cause de la façon dont est morte leur mère. 
Une version alternative du mythe affirme que Ninigi épouse Yorozu-hata-toyo-aki-tsu-shi-hime-no-mikoto, fille de Takagi-no-kami (Takami-Musubi-no-Kami), avec laquelle il a deux enfants, Ame-no-ho-akari-no-mikoto l'aîné, et le cadet Hiko-ho-no-Ninigi... qui semble être le prince Ninigi lui-même. Ce qui semble être une grave inconstance suscite souvent chez les commentateurs un certain choc, l'une des raisons pour lesquelles on lui préfère généralement la version du Kojiki, mais il est fort possible qu'il se trouve en fait dans cette narration une explication ésotérique, soit perdue, soit dont la connaissance est réservée aux prêtres. 
Le premier empereur légendaire du Japon est Iwarebiko, arrière-petit-fils de Ninigi, dont le titre posthume est « empereur Jinmu » (神武天皇, Jinmu Tennō). Il aurait établi l'empire en l'an 660 av. J.-C.. Les autres descendants de Ninigi, à travers le lignage de Hoderi, devinrent la tribu des Hayato, assignés à la garde du Palais des Empereurs. En effet, à l'issue du conflit entre Hoderi et Hoori, Hoderi manque de se noyer et voit sa vie épargnée par son petit frère, en échange de quoi il lui jure allégeance. 
D'après l'une des versions du Nihongi, Ninigi-no-mikoto et ses descendants antérieurs à l'intronisation de Jinmu règnent pendant 1 789 870 ans, et ailleurs dans le Nihon ōdai ichiran on lit que la mythologie japonaise s'étend à travers une Antiquité démesurée. Ainsi, en 2015, le calendrier japonais après-Jinmu en est à 2 675 ans, tandis que celui après-Ninigi (ou plus exactement, après Tenson kōrin) en est à 1 792 545 ans. Le shintoïsme considère que les esprits des ancêtres impériaux continuent de régner à travers l'empereur du Japon actuel, Kinjō-heika, et que celui-ci est l'avatar de Naka-Ima, le Présent Éternel ; ce calendrier est théoriquement valide, mais les Japonais eux-mêmes tendent à utiliser au quotidien les ères calendaires nengō, ainsi que le calendrier grégorien utilisé partout dans le monde : le calendrier de Jinmu est rarement mentionné, et celui de Ninigi l'est encore moins.
Enfin, malgré son importance dans la mythologie du Japon, Ninigi est vénéré dans très peu de sanctuaires (en comparaison, par exemple, de Sarutahiko, son vassal et général), encore moins seul. Selon certains, Kirishima-jingū est le seul site religieux d'importance dédié à Ninigi, avec le Gekū d'Ise. D'après le Nihongi, à sa mort, Ninigi est enterré sur le flanc d'une montagne ; le site est nommé Himuka-no-ye-no-Misasagi (le nom de Misasagi est traduit par Mausolée Impérial, et sert à nommer l'emplacement des tombes des empereurs du Japon) dans l'ancienne province de Tsukushi. Le sanctuaire Nitta Hachiman-gū aurait été construit par-dessus, ou peut-être juste devant cet emplacement, mais curieusement, il ne compte pas Ninigi parmi les déités vénérées.

## Honneur
L'astéroïde (10619) Ninigi est nommé en son honneur.